# Шинхан Банк Казахстан
АТ "Шинхан Банк Казахстан" (англ. JSC Shinhan Bank Kazakhstan) — банк у Казахстані, дочірнє підприємство одного з найбільших південнокорейських банків - Shinhan Bank, розташованого в Сеулі.
Зареєстрований у лютому 2008 в Алмати та став першим південнокорейським банком у країнах СНД.

## Показники
Фінансові показники на 31.03.2021
- Активи 81 485 млн тенге
- Зобов'язання 65 791 млн. тенге
- Власний капітал 15 964 млн. тенге

У 2011 посідав у Казахстані перше місце у Топ-10 банків зі зростання обсягу виданих кредитів, 3-е місце у Топ-10 банків за темпами зростання депозитної бази та 10-е місце у Топ-10 банків зі зростання власного капіталу.

## Керівництво
На 4 травня 2021
- Чжо Енг Ин - Голова Правління, член Ради директорів АТ «Шинхан Банк Казахстан»
- Правління
  - Кім Йосеп
  - Кім Віталій

## Історія
2020 – в рамках надання гуманітарної допомоги банк передав Управлінню суспільного розвитку міста Алмати та Департаменту контролю якості товарів та послуг 500 одиниць засобів індивідуального захисту для боротьби з коронавірусною інфекцією вартістю 20 тисяч доларів.
2015 - відкриття МФО Shinhan Finance, мікрофінансова організація, що спеціалізується на автокредитуванні.
2011 — банк займав у Казахстані перше місце у Топ-10 банків зі зростання обсягу виданих кредитів, 3-е місце у Топ-10 банків за темпами зростання депозитної бази та 10-е місце у Топ-10 банків зі зростання власного капіталу.
25 січня 2008 - видано дозвіл на відкриття новоствореного банку АТ «Шинхан Банк Казахстан».
28 листопада 2008 - видана ліцензія № 1.1.258.

## Діяльність
73,35% доходів отримує від винагород за вкладами, розміщеними в інших банках.